# Bloomsbury Publishing
Bloomsbury Publishing PLC – brytyjskie wydawnictwo założone w 1986 roku przez Nigela Newtona.

## Marki
Pod szyldem Bloomsbury Publishing działają następujące marki:
- A&C Black
- Berlin Verlag
- Bloomsbury
- Bloomsbury USA
- Walker&Company